# آرثر وونج
آرثر وونج (بالإنجليزية: Arthur Wong)‏ (و. القرن 20  م) هو ممثل، ومخرج أفلام، وكاتب سيناريو، وكاتب، ومصور سينمائي، ومنتج أفلام هونغ كونغي.

## وصلات خارجية
- آرثر وونج على موقع IMDb (الإنجليزية)
- آرثر وونج على موقع ألو سيني (الفرنسية)
- آرثر وونج على موقع أول موفي (الإنجليزية)
- آرثر وونج على موقع قاعدة بيانات الأفلام السويدية (السويدية)
- آرثر وونج على موقع قاعدة بيانات الفيلم (الإنجليزية)
- آرثر وونج على موقع كينوبويسك (الروسية)